# Economia da Europa
Durante séculos a Europa foi um dos maiores centros econômicos do planeta. Entre as causas, podemos citar como a principal sua condição geográfica. A localização entre a África e a Ásia, fez da região europeia um ponto de passagem obrigatório, e facilitou de forma substancial a absorção e irradiação dos conhecimentos, tecnologia e comércio de ambos continentes.
Esta condição perdurou até ao século XX. No século XX, a Europa viu seu predomínio declinar em relação aos Estados Unidos, o Japão e, na fase final, a República Popular da China. A Primeira e Segunda guerra mundial, travadas em seu território, a carência de energia, de petróleo, além de uma intensa rivalidade entre seus povos, representaram para o continente a perda de sua liderança econômica, repercutindo em diferentes graus no estrangeiro.

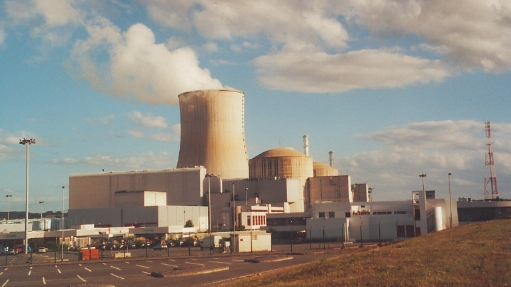
Central nuclear na França.

A Europa não tem auto-suficiência na produção de energia, exigindo a importação de muito petróleo. Este produto só é extraído em quantidades consideráveis na Rússia e no Mar do Norte. O gás natural, outro produto bastante usado na geração e produção de energia é muito abundante na Rússia, Romênia, Países Baixos e no Reino Unido. Outro recurso energético que teve grande importância nas fases iniciais da revolução industrial foi o carvão mineral, muito abundante, sobretudo na Alemanha, Polônia, Rússia, Reino Unido. Todas estas fontes energéticas são extremamente poluidoras e causam grandes impactos ambientais em todo o planeta. No caso da energia limpa, ou seja, não poluidora, podem ser citadas a energia hidráulica, energia eólica, e energia solar, de baixa produção e utilização da Europa, devido às suas condições geográficas. A produção de energia nuclear na Europa é muito importante, e, a exemplo dos Estados Unidos, gera imensas quantidades de lixo atômico, cujo fim, desde o início de sua utilização, é muito nebuloso e nunca divulgado na mídia mundial.
O comércio na Europa, ainda apresenta uma certa polarização. Na região ocidental o movimento de capital e transações comerciais ocupam lugares proeminentes nas trocas internacionais. Os principais parceiros da região são os Estados Unidos, o Canadá, o Japão e os países do Oriente Médio.
No caso da Europa oriental, o volume de transações comerciais é bem menor, isto ocorre devido aos traumas ainda da divisão do continente em dois blocos, ocidental e oriental, e ao resultado dos múltiplos embargos e manipulações de mercados ocorridas durante a Guerra Fria.

## Importações e exportações

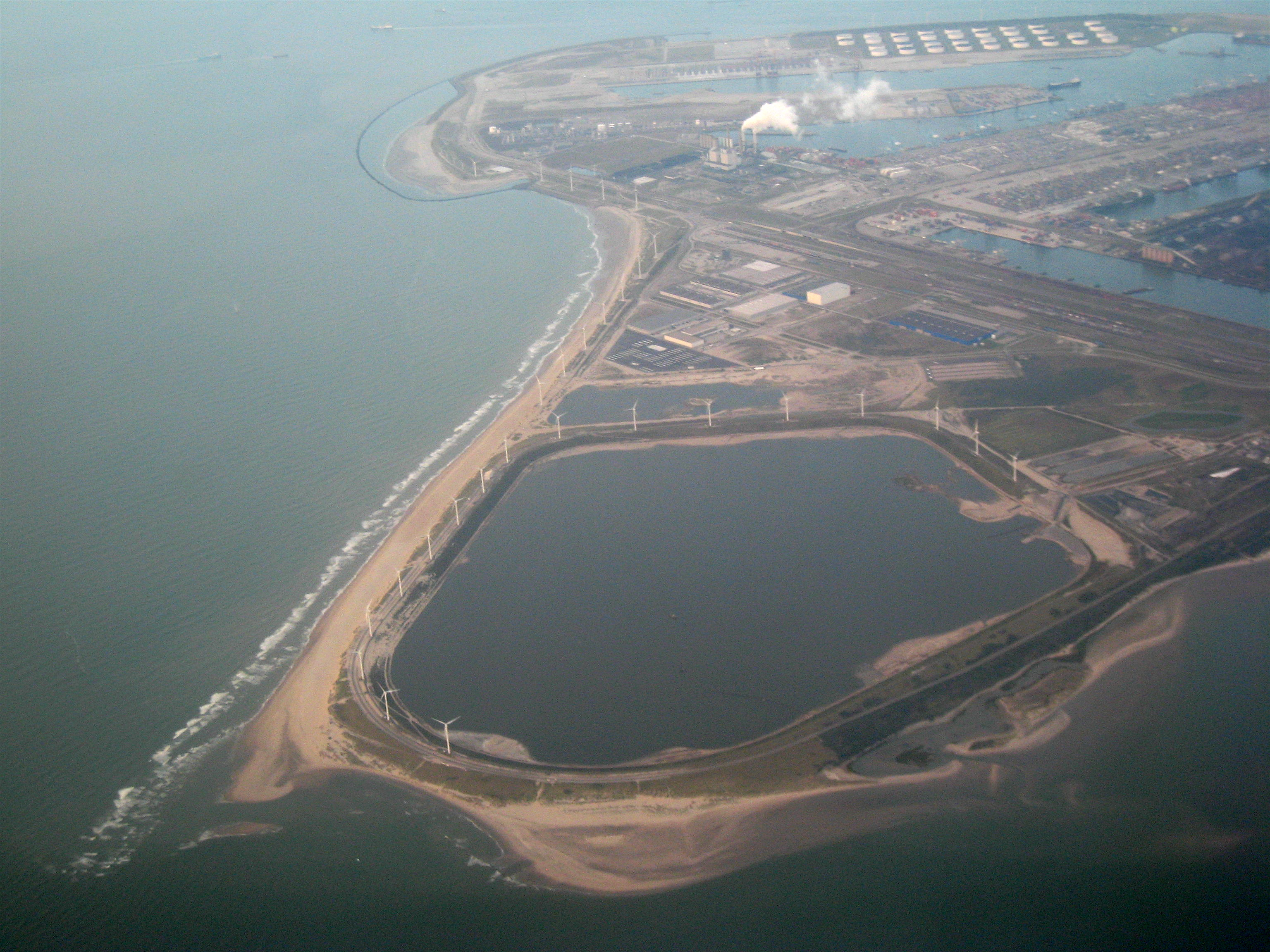
O Europoort, nos Países Baixos

Basicamente a Europa importa matérias-primas: minerais, produtos tropicais, borracha e madeira. Manufaturados de alta tecnologia procedentes dos Estados Unidos e do Japão. A exportação predominante é de manufaturados, automóveis,navios, produtos químicos, produtos ópticos e calçados.
As Economias Da Europa Ocidental
O comércio intra-europeu ocorre da mesma forma que em outras regiões do Planeta. Para favorecer ao comércio local foi criada uma legislação específica e acordos comerciais que se materializaram em organizações como a Associação Europeia de Livre Comércio e a Comunidade Econômica Europeia.
Na área centro-ocidental europeia, onde o comércio é intenso, e a rede rodoviária e ferroviária terrestre mais densa do planeta. As trocas e o comércio se dão de forma muito rápida e dinâmica. Nas demais regiões embora não possuam uma rede viária tão densa, ainda é bem acima da média do resto do mundo, pois, nenhum habitante de uma região medianamente importante deixa de contar com ferrovia ou rodovia próxima de si.
Devido ao seu perfil acidentado, do ponto de vista geográfico, o Continente Europeu possui muitas baías e portos naturais. Este particular permitiu historicamente o desenvolvimento da vocação marítima dos habitantes do litoral. 
Os portos mais movimentados são: Roterdã (Roterdão), Antuérpia, Le Havre, Marselha, Londres, Lisboa e Gênova. Os aeroportos mais movimentados da Europa são o de Moscou (Moscovo), Londres, Paris e Frankfurt, todos entre os mais movimentados do mundo. 
O fluxo turístico em direção à região do Mar Mediterrâneo, faz da aviação comercial da região a mais movimentada do mundo, sendo imensa a quantidade de turistas que transitam em vários dos aeroportos europeus.
O continente europeu, berço da Revolução Industrial, é formado por alguns dos países mais desenvolvidos do globo. Segundo o Development Programme Report das Nações Unidas elaborado em 2006, com dados relativos a 2004, entre os dez mais desenvolvidos países do mundo, seis eram europeus.
A agropecuária, a mineração e os transportes são os fatores que mais influenciam na economia europeia.
Os grandes grupos industriais europeus e mundiais fazem investimentos elevados em pesquisa e tecnologia, criando e desenvolvendo novos produtos, modernizando e automatizando suas fábricas para alcançar um menor custo de produção e melhorar a sua competitividade global.
Os parques industriais dos países da Europa Ocidental são bastante diversificados, destacando-se os ramos de produtos eletrônicos para consumo, telecomunicações, veículos aeroespaciais, aviões, produtos farmacêuticos, construção naval, energia nuclear, siderurgia e automobilística.

Nokia Corporation

Na Europa Oriental, após a Segunda Guerra Mundial, a atividade industrial desenvolveu-se com base no planejamento estatal, destacando-se a República Checa na indústria metalúrgica e a Polônia também na metalurgia e na construção naval. Com o surgimento do novo modelo industrial baseado nas novas tecnologias, o parque industrial dos antigos países socialistas encontrava-se com grande defasagem tecnológica. A transição para a economia de mercado a partir do início dos anos 1990 promoveu uma autêntica reestruturação industrial com a abertura de mercados, os cortes de subsídio às empresas estatais, a liberalização dos preços e um surto inflacionário. Muitas dessas empresas faliram e os países sofreram queda de produção e dos níveis de empregos. Nos últimos anos, aqueles países de maior tradição industrial, como a República Checa, a Polônia e a Hungria, iniciaram uma recuperação econômica com o aumento dos investimentos estrangeiros e a instalação de várias empresas multinacionais.
Com o avanço do capitalismo na Europa Oriental, esses países estão se tornaram área de influência da União Europeia, principalmente através das relações comerciais e dos investimentos que a Alemanha passou a fazer na região.
A União Europeia concentra algumas das maiores áreas industriais do mundo e vem sendo considerada um dos pólos da chamada tríade, um conjunto que concentra riqueza, poder e tecnologia. Os outros dois países que formam essa tríade são os Estados Unidos e o Japão.

## Agropecuária

### Produção agrícola

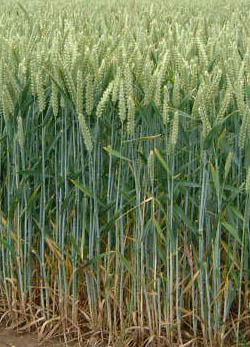
Produção de trigo.

A Europa apresenta uma importante e diversificada produção agrícola, com grande aproveitamento dos seus solos, geralmente férteis. O uso do solo está sujeito à técnicas adequadas e modernas, com elevada produtividade.
A cultura de cereais é predominante, destacando-se o "trigo", produto mais importante. Sua principal área produtora é a região de solos negros da Ucrânia (tchernoziom). Os outros países que se destacam na produção de trigo são Itália, França, Alemanha e Rússia. Outros cereais cultivados são o centeio, a aveia e a cevada, importantes produtos agrícolas das áreas temperadas.
O centeio substitui o trigo em áreas de clima mais frio e é importante na fabricação do pão. A aveia é produzida principalmente para a alimentação do gado, recebendo, por isso, o nome de forrageira. A cevada é uma matéria-prima básica à fabricação da cerveja, produto de destaque em vários países europeus. Os maiores produtores desses cereais são: Alemanha, França, Espanha, Polônia e Reino Unido.
A batata é outro produto importante da agricultura da Europa. Os principais produtores de batata são: Alemanha, França, Países Baixos, Reino Unido e Rússia.
Nas regiões europeias de clima mediterrâneo, sobressai o cultivo da oliveira, destina à produção de azeitonas e de azeite. Portugal, Espanha, França e Itália destacam-se como maiores produtores mundiais e seus produtos são reconhecidos como os de melhor qualidade internacional.
Outro destaque especial é o cultivo da videira, destinada à produção de vinhos.
Alguns tipos de vinho e de azeite só podem ser produzidos nesses países, devido às condições especiais do solo e do clima. Esses aspectos geográficos atribuem aos países da Europa Mediterrânea condições especiais de mercado, devido à impossibilidade de produção, em outros países do mundo, de mercadorias com características similares.
O volume de colheitas da Europa é muito inferior relativamente à América do Norte, Ásia e América do Sul. As culturas da região incluem cereais, sobretudo o trigo, cevada, o centeio cultivado em alternância com a batata. A produção de milho, arroz e aveia é deficiente. 
A produção frutícola, bastante diversa, varia de região para região. Exemplos são a pêra e a maçã produzidas nas zonas temperadas e úmidas. Podemos ainda citar as frutas cítricas do Mediterrâneo, e as videiras que devido às condições de solo e climáticas produzem grande quantidade de uva, e dão aos vinhos qualidade excepcional. Outro produto mediterrâneo, é a azeitona, apreciada e exportada para o mundo todo. 
Muitos dos problemas agrícolas da Europa decorrem da falta de autonomia do continente no tocante aos cereais para forragem, às gorduras vegetais e aos produtos tropicais. Não tendo condições climáticas nem geográficas para concorrer com os outros continentes nessa área, os governos dos países europeus subvencionam o cultivo de certos produtos, causando imensos desequilíbrios sociais nos países produtores, sobretudo nos de economia emergente e de terceiro mundo. A subvenção é uma maneira artificial de evitar a ruína dos agricultores europeus, além disso, serve para forçar o mercado internacional a flutuar de acordo com as aspirações de lucratividade dos grandes grupos econômicos.

### Pecuária

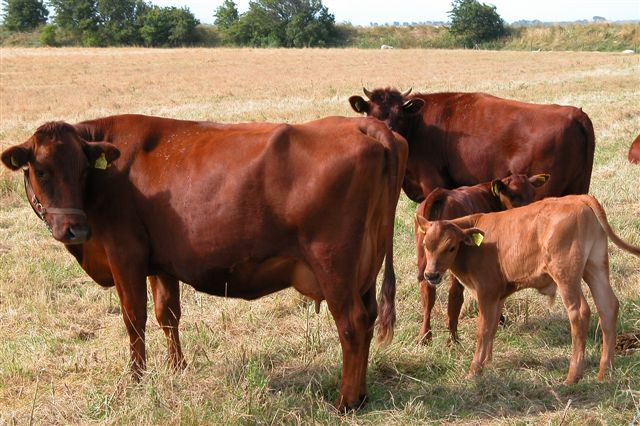
Bovino.

Como a agricultura, a pecuária na Europa fornece uma grande variedade de produtos, desde a carne até o queijo e a manteiga.
A pecuária é praticada principalmente de forma intensiva, com o gado recebendo cuidados técnicos, que proporcionam mais rendimentos.
O rebanho mais numeroso é o de bovinos, criado principalmente na Rússia, na Ucrânia, na Alemanha, na França, na Grã-Bretanha e na Polônia. Apesar de não possuir um rebanho numeroso, a criação de gado leiteiro tem destaque na Dinamarca, Suíça e Países Baixos. Nos Países Baixos, por exemplo, a produtividade do rebanho é superior a 5 mil litros de leite por vaca ao ano, sendo cerca de 75% da produção de industrializados no país.
A título de comparação, enquanto o consumo de leite na União Europeia, no início da década de 1990, era de 810 litros por habitante, no Brasil era de aproximadamente 90 litros por habitante.
Além dos bovinos, destacam-se no continente europeu os rebanhos de suínos e de ovinos.
Na suinocultura, a Alemanha sobressai como principal criador. Nesse país, cria-se principalmente o suíno destinado ao fornecimento de carne para atender ao alto consumo não só da Alemanha, mas também de toda a Europa. No entanto, a produção é insuficiente para abastecer todo o continente, sendo necessário importar carne suína.
Os ovinos, utilizados para a obtenção de lã, são criados sobretudo nas ilhas Britânicas, na Romênia e na Espanha.
Uma outra característica importante da agropecuária, principalmente nos países que fazem parte da União Europeia, são os subsídios concedidos pelos governos aos agricultores, como empréstimos a juros baixos e pagamentos a longo prazo.
A criação em 1962 da PAC (Política Agrícola Comum) foi uma forma de os governos europeus protegerem seus agricultores da concorrência externa, visando a manutenção da renda e do emprego agrícola e a obtenção de uma estabilidade nos preços dos alimentos. Esse apoio dado à agropecuária desde a década de 1960 levou a Europa praticamente a se tornar autossuficiente nos principais produtos alimentares, mas não resolveu problemas como as disparidades entre países e regiões do continente.
Nos anos 1990, esse programa começou a ser questionado no interior da União Europeia por aqueles que consideravam os custos muito elevados (45000 milhões de dólares anuais). A PAC também é motivo de críticas internacionais, principalmente por parte das instituições como a OMC (Organização Mundial do Comércio) e dos países como os EUA, que estão pressionando cada vez mais a redução do protecionismo agrícola, pois ele bloqueia a entrada de produtos de outros países no mercado europeu. A perspectiva da diminuição dos subsídios agrícolas tem sido objeto de protesto em vários países europeus, especialmente na França, maior produtor agrícola da Europa Ocidental e onde existe o maior número de agricultores beneficiados com os subsídios.
Os países nórdicos têm tradição milenar na pecuária, em função disto, é muito desenvolvida e de alta qualidade. A produção na Europa de leite, queijo e manteiga supera o seu consumo, transformando-se em produtos de exportação. A avicultura não possui excedentes de produção, porém abastece o mercado de ovos e de carne de forma praticamente auto suficiente.

### Pesca

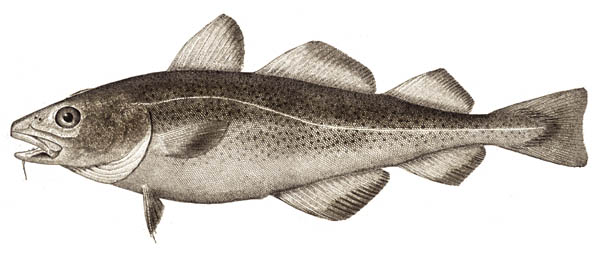
Bacalhau.

Na Europa, a pesca é uma atividade econômica bastante desenvolvida, sobretudo nos países setentrionais, destacando-se a Noruega, a Finlândia, a Suécia e a Islândia, que utilizam modernos equipamentos pesqueiros. As principais espécies são o bacalhau, o arenque e o salmão.
A pesca nessa região é favorecida pela presença da corrente do Golfo (Gulf Stream), que carrega uma grande quantidade de plânctons, responsáveis pela formação de cardumes.
Na Europa, a pesca tem grande importância em Portugal, na Noruega, na Islândia, na Rússia, na Dinamarca e na Espanha. As espécies mais comuns são o atum, bacalhau, a sardinha, a cavala, o arenque, e os crustáceos e moluscos.

## Recursos minerais e transportes

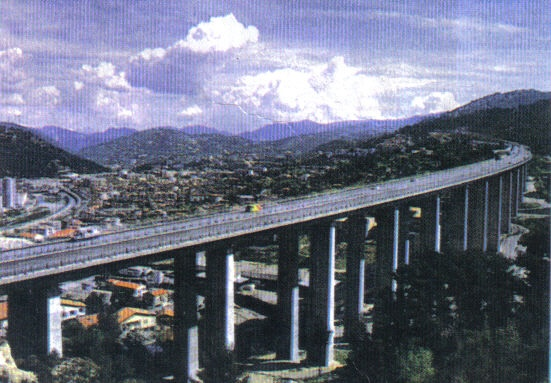
Auto-estrada próxima a Nice, França.

Os recursos minerais mais importantes do continente europeu são: petróleo, carvão, ferro e manganês. O país que mais possui recursos minerais é a Rússia. O petróleo é explorado no continente e no oceano. Além da Rússia (parte na Europa) e do Azerbaijão, outro local rico em petróleo é o mar do Norte, onde a exploração pertence à Grã-Bretanha e à Noruega.
Sua importação pesa na balança comercial.
O carvão é extraído em maior quantidade na Ucrânia, na Grã-Bretanha, na Alemanha e na Polônia. A descoberta de sua utilidade como combustível e como componente para a produção de aço permitiu, no século XVIII, o desenvolvimento da atividade industrial.
O ferro é explorado principalmente na Rússia (grande produtor mundial), na França e na Suécia.
O manganês tem como principais produtores a Rússia e a Ucrânia, além da Romênia e da Hungria.
Na Estônia há importantes reservas de xisto betuminoso, bastante aproveitado para a geração de energia após ser transformado em petróleo de xisto.
Devido ao elevado grau de industrialização e às características geológicas do território, os países europeus são dependentes de uma série de minerais básicos à atividade industrial. A maior parte dos países importa minerais metálicos (ferro, manganês, bauxite e estanho), fundamentais às atividades metalúrgicas e siderúrgicas e, consequentemente, a uma série de mercadorias de bens de consumo duráveis, máquinas e equipamentos industriais.
A Europa é o continente que possui a melhor rede de transportes do mundo.
Suas ferrovias possuem bitola padronizada, o que possibilita o tráfego dos trens por todos os países (Eurotrem), que investem maciçamente nesse setor.
O transporte hidroviário é altamente utilizado, movimentado por uma enorme quantidade de cargas anualmente.
Os portos fluviais europeus estão entre os mais importantes do globo. Quanto aos portos marítimos, o mais importante é o de Roterdão, que se destaca mundialmente. Outros ainda de intenso movimento são: o de Londres, na Inglaterra; o de Antuérpia, na Bélgica; o de São Petersburgo, na Rússia; o de Lisboa, em Portugal; o de Hamburgo, na Alemanha; e o de Gdansk, na Polônia.
As rodovias da Europa, juntamente com as dos Estados Unidos, são consideradas as mais modernas do mundo, com destaque para as auto-estradas.

## Euro, a moeda comum
Devido à integração econômica e da grande quantidade de capital circulante na região, houve a necessidade da criação de uma moeda comum.
Os países que adotaram esta moeda são Alemanha, Áustria, Bélgica, Chipre, Eslováquia, Eslovénia, Estónia, Espanha, Finlândia, França, Grécia, Irlanda, Itália, Letónia, Lituânia, Luxemburgo, Malta, Países Baixos e Portugal.
Está prevista a circulação do euro como papel moeda de algumas das nações da União Europeia. Esta previsão é devida à expansão do próprio bloco econômico.
Andorra, Mônaco, San Marino, Vaticano e Montenegro, países que não tinham moeda própria, adotaram o euro como moeda comum.
O controle de emissão e a política cambial da União Europeia são feitas através Banco Central Europeu. Sua sede é em Frankfurt, Alemanha. A divisão da moeda para facilitar sua circulação física, é em cêntimos, ou seja, um euro é igual a cem cêntimos. O dinheiro tem a constituição de notas de 5, 10, 20, 50, 100, 200 e 500 euros e moedas de 1, 2, 5, 10, 20 e 50 cêntimos e de 1 e 2 euros. 